# Hököpinge kyrka
Hököpinge kyrka är en kyrkobyggnad i Hököpinge kyrkby. Den är församlingskyrka i Vellinge-Månstorps församling i Lunds stift.

## Kyrkobyggnaden
Den tidigare kyrkan byggdes i romansk stil på medeltiden med långhus och kor. Senare hade vapenhus/korsarmar tillagts. Kyrkan revs när den nya byggdes.
År 1872–1873 byggdes en helt ny kyrka i gult tegel. Arkitekterna bakom ritningarna var Ernst Jacobsson från kungl. Över-Intendentämbetet i Stockholm, som bearbetade ett ritningsförslag från Anders Herrström Nilsson (1818-1869), byggmästare i Malmö, vars originalritning inte var godkänd av Överintendentämbetet. Byggmästare på entreprenad var H. P. Hansson från Kärrstorp som även fick från församlingen ett guldur med guldkedja som ett erkännande för dennes redbarhet och humanitet han hade ådagalagt vid bygget. Kyrkan har en spetsig tornspira med fyra småspiror runt om. Koret är rundat. Kyrkan, tillsammans med den nyinstallerade kyrkoorgeln av A. V. Lundahl, invigdes söndagen 19 oktober 1873 av kontraktsprosten G. C. Löwengren.
År 1874, då kyrkan var nybyggd, avbildades den i Märkligare svenska kyrkor. Se bild.

## Inventarier
Axel Törneman målade kyrkans altartavla 1918.
Tre stora ljuskronor blev anskaffade och skänkta till kyrkan vid invigningen av församlingsmedlemmar, lantbrukarna J. Andersson på nr. 22 och P. Jönsson på nr. 8 och 15.

### Orgel
- 1831 byggde Carl Grönvall, Hyby en orgel.
- 1873 byggde Anders Victor Lundahl, Malmö en orgel med 16 stämmor.
- Den nuvarande orgeln byggdes 1935 av A. Mårtenssons Orgelfabrik AB, Lund och är en pneumatisk orgel. Den har fria och fasta kombinationer.

| Huvudverk I     | Svällverk II        | Pedal         | Koppel   |
| Principal 8'    | Gedackt 8´          | Subbas 16´    | I/P      |
| Rörflöjt 8'     | Salicional 8'       | Principal 8'  | II/P     |
| Oktava 4'       | Principal 4'        | Rörgedackt 8' | II/I     |
| Gemshorn 4'     | Rörflöjt 4'         | Oktava 4'     | II 16'/I |
| Kvinta 2 2/3'   | Flagflöjt 2'        | Flöjt 2'      | II 4'/I  |
| Oktava 2'       | Kvinta 1 1/3'       |               | II 4'/P  |
| Flöjt 4'        | Sesquialtera 2 chor |               |          |
| Mixtur 3-4 chor | Scharf 3 chor       |               |          |
|                 | Regal 8'            |               |          |
|                 | Crescendosvällare   |               |          |

## Galleri

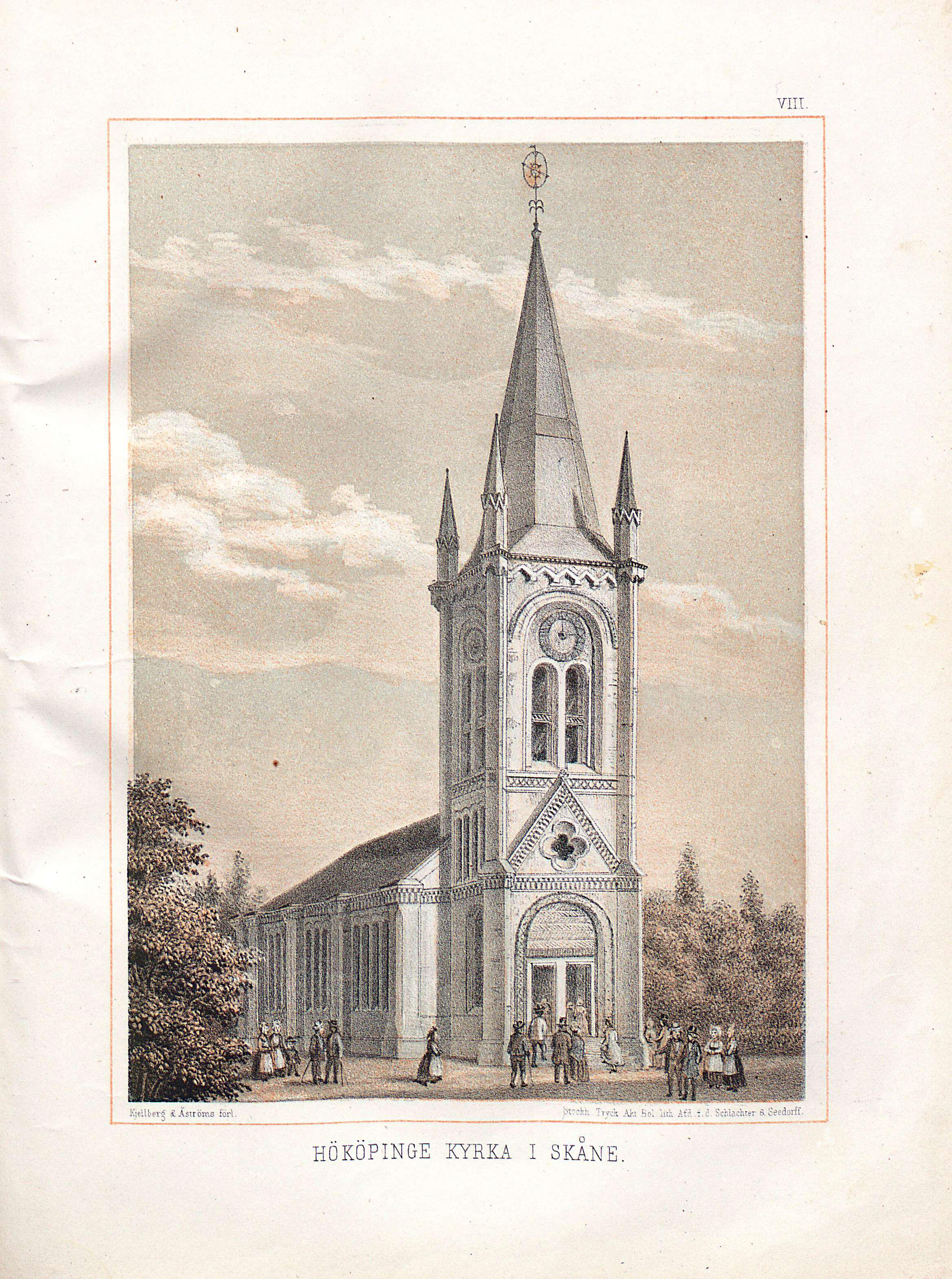
Hököpinge kyrka på färglitografi 1874
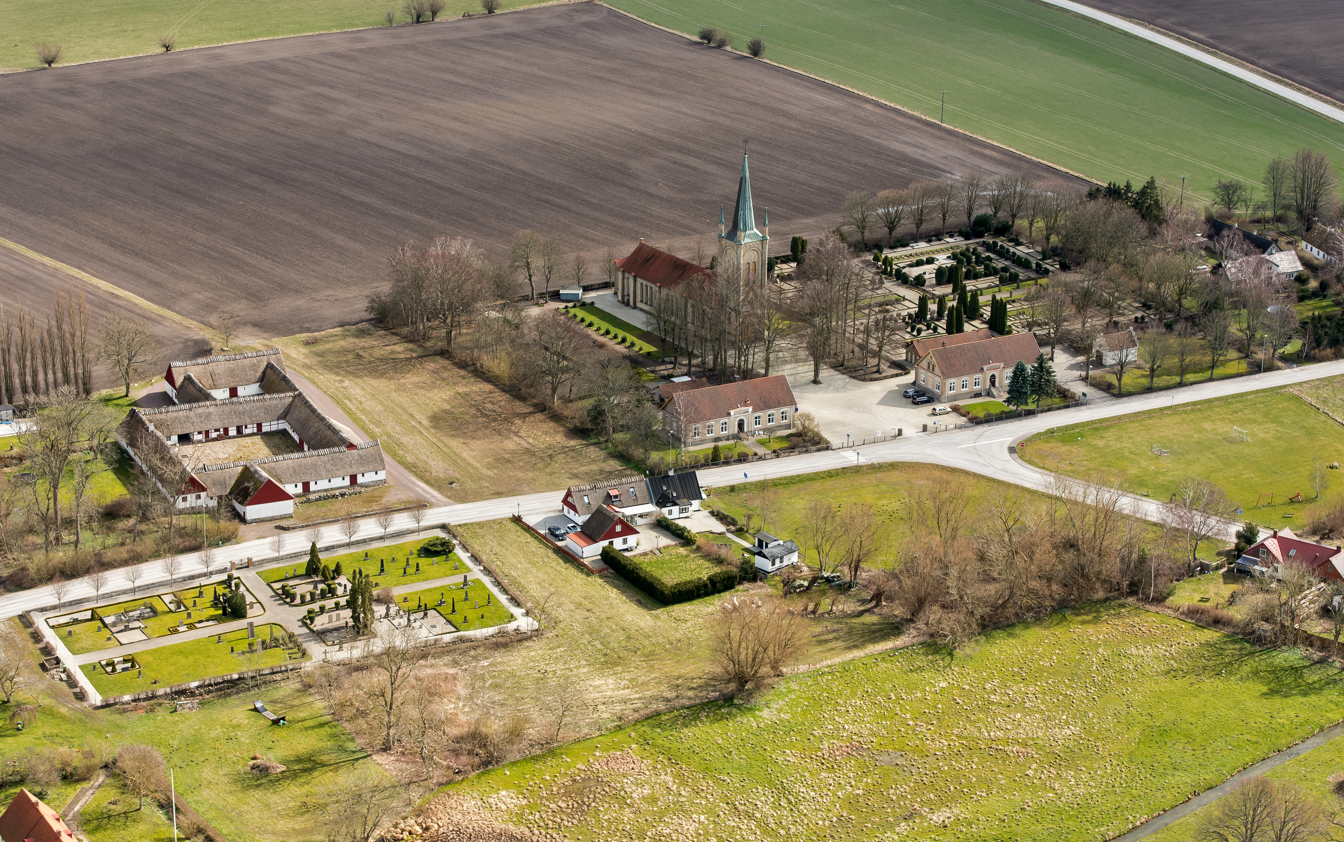
Kyrkan i landskapet
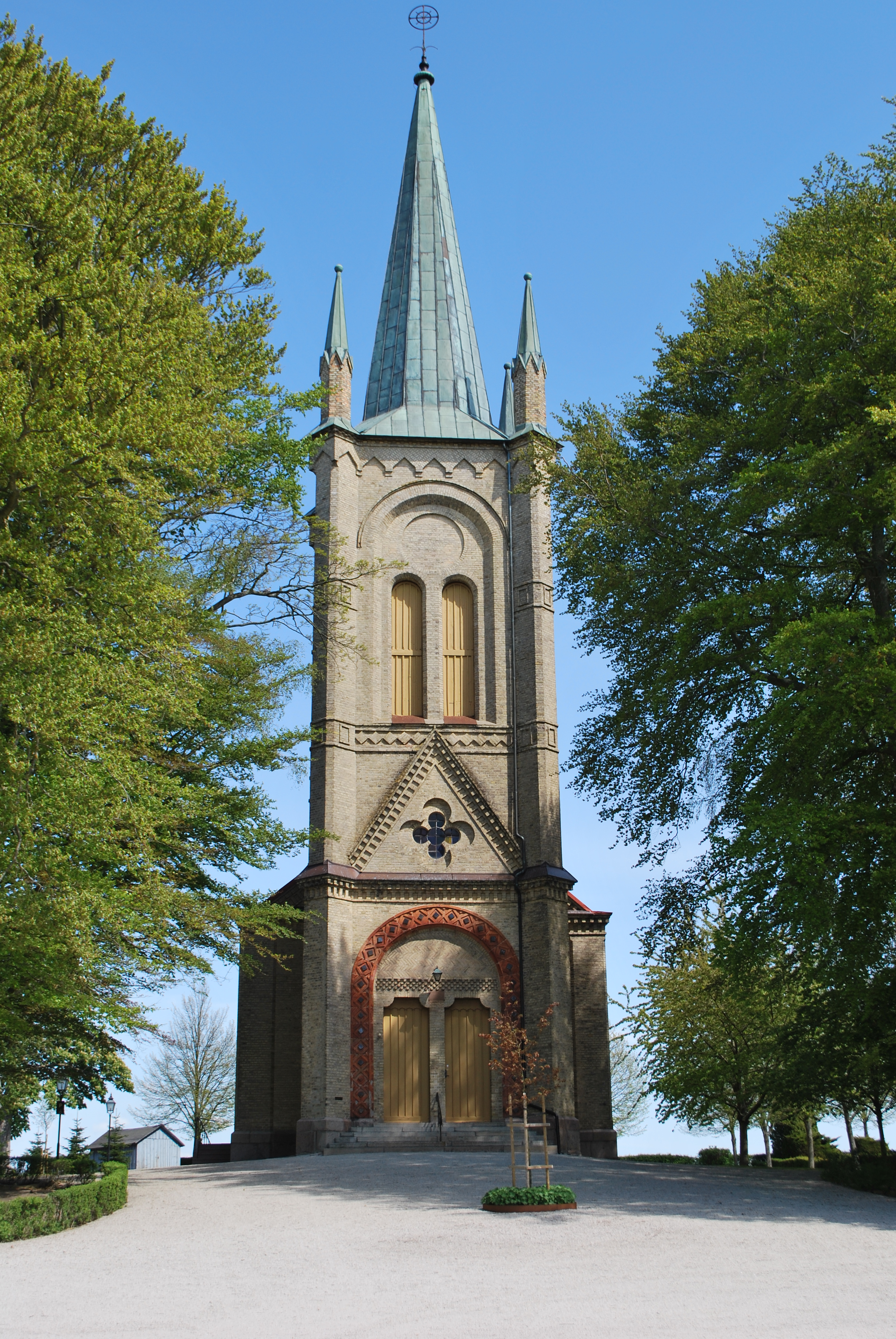
Kyrkobyggnaden från väster
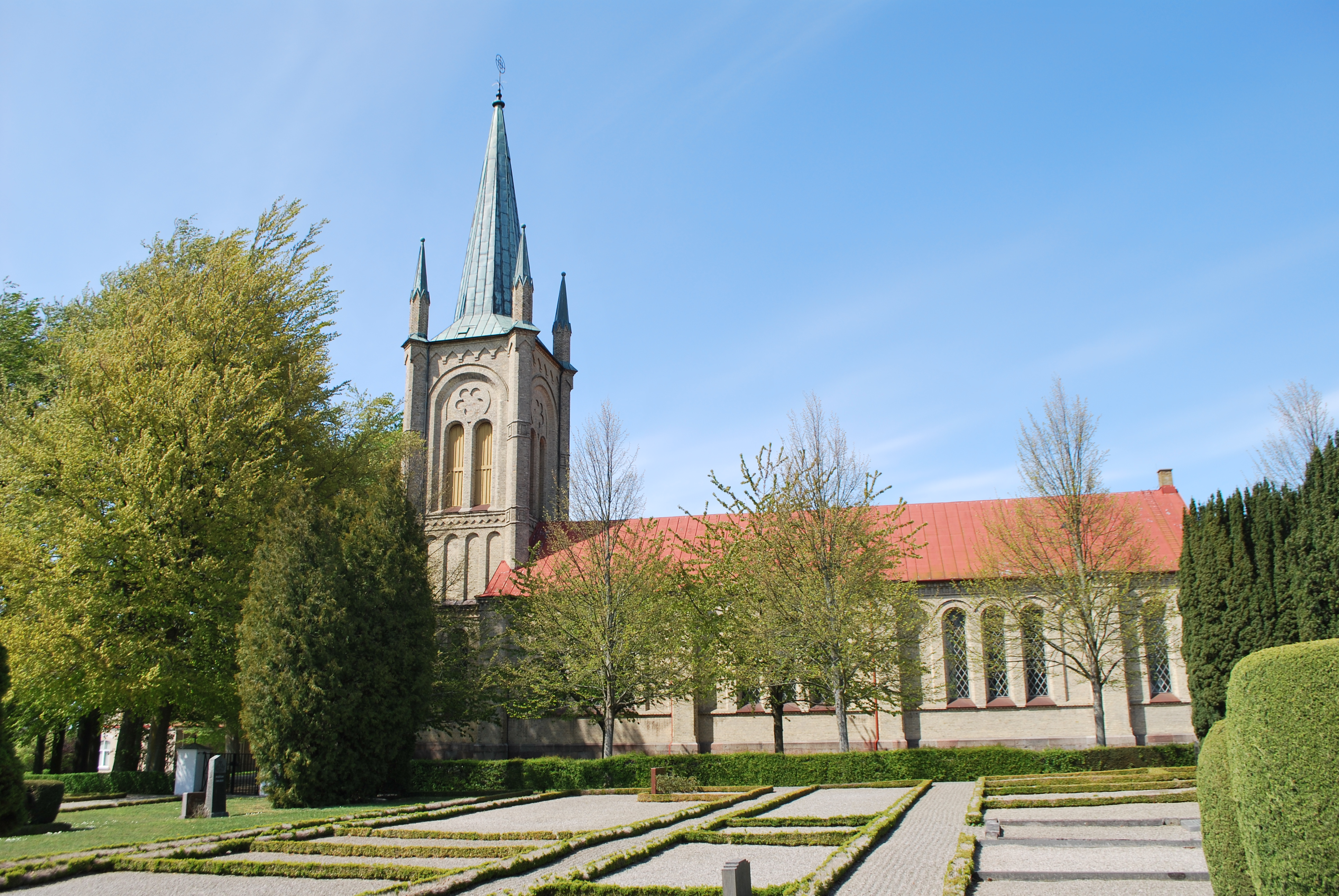
Kyrkan från söder
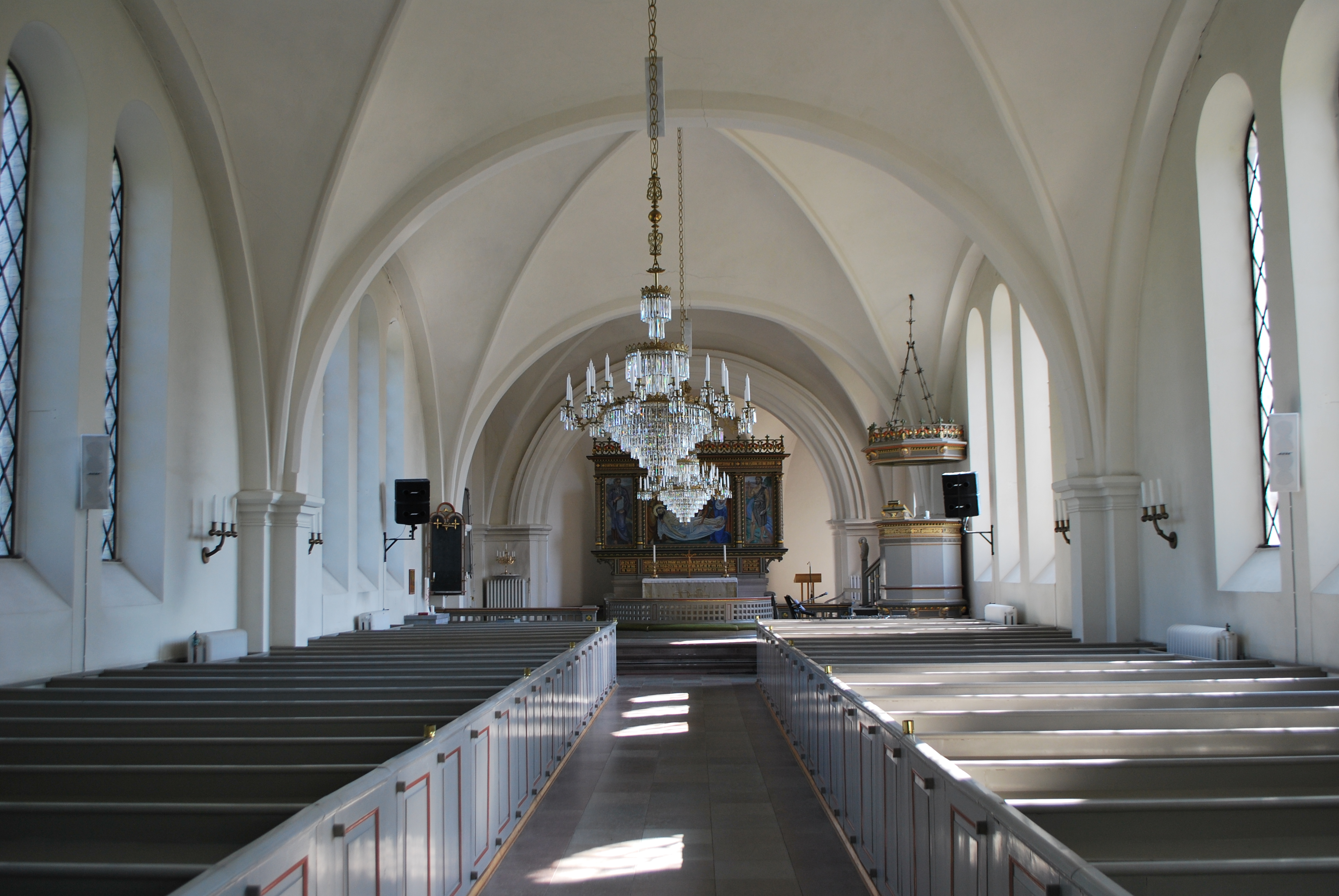
Kyrkorummet mot öster
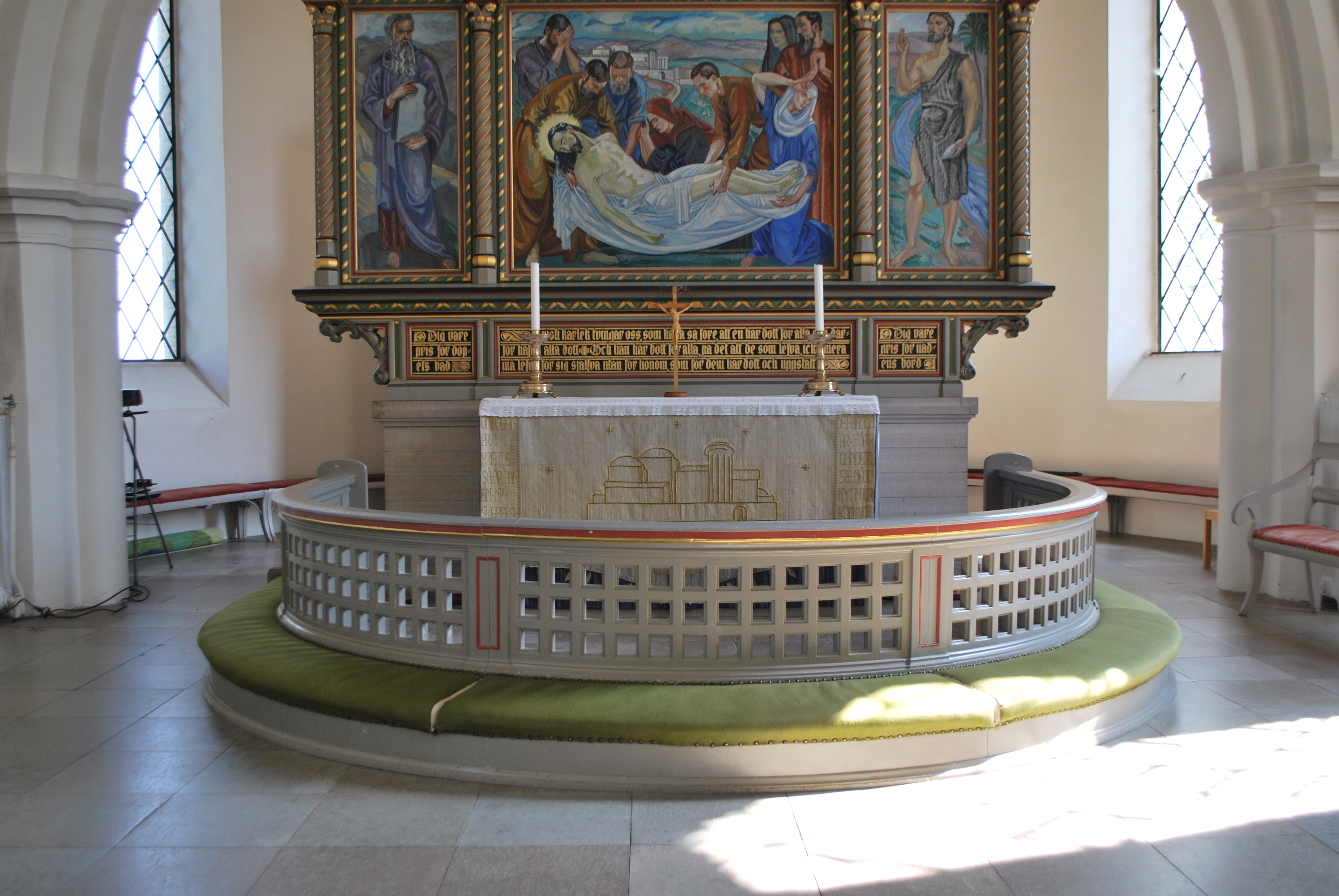
Koret med altaruppsatsen